# Michel Schiff
Pour les articles homonymes, voir Schiff.
Michel Schiff, né le 4 mai 1933 à Paris où il est mort le 3 décembre 2004, est un physicien et psychologue français.

## Biographie
Issu d'une famille juive, Michel Schiff souffre de l'arrivée des Allemands en France pendant la Seconde Guerre mondiale. Sa famille parvient à fuir vers la Suisse, évitant ainsi les rafles de 1942. Lorsqu'il revient en France, il fait de brillantes études et finit sa thèse de physique aux États-Unis.
De retour à Paris, il intègre le CNRS, dans le domaine de la physique nucléaire dans le laboratoire de Louis Leprince-Ringuet.
En 1970, il change radicalement de domaine et se lance alors dans la psychologie. Il étudie des enfants ayant un même capital génétique, mais ayant été élevés dans des milieux sociaux différents. Avec cette recherche, il tente de déterminer les rôles de l'entourage et des aspects héréditaires. Il est aidé dans son entreprise par Stanislaw Tomkiewicz. Son enquête prendra fin en 1978 et sera publiée dans la revue Science.
Il se lance ensuite dans une critique du Système scolaire, de la science et de la société. Cette activité aboutira à la publication de livres tels que L'Intelligence gaspillée.
Michel Schiff a aussi pris part au débat scientifique sur la question controversée de la mémoire de l'eau. Il a écrit, à ce sujet, un ouvrage intitulé Un cas de censure dans la Science : l’affaire de la mémoire de l’eau.

## Publications
- Michel Schiff, Michel Duyme, Annick Dumaret et Stanislaw Tomkiewicz, Enfants de travailleurs manuels adoptés par des cadres: effet d'un changement de catégorie sociale sur le cursus scolaire et les notes de QI, Presses universitaires de France, 1981 (lire en ligne).
- Michel Schiff, L'intelligence gaspillée: inégalité sociale, injustice scolaire, Seuil, 1982[6].
- Michel Schiff, L'homme occulté: le citoyen face au scientifique, Éditions de l'Atelier, 1992.
- Michel Schiff, Un cas de censure dans la science: l'affaire de la mémoire de l'eau, Albin Michel, 1994.
- Michel Schiff, La Barbarie financière : Subir ou agir ?, Sang de la terre, 2002.
- Michel Schiff, La Science aveugle : Comment résister aux marchands d'illusions biomédicales, Sang de la terre, 2003.
- Bernard Cassou (dir.) et Michel Schiff (dir.), Qui décide de notre santé, Syros, 1998.